# Дряновець (Русенська область)
Дря́новець (болг. Дряновец) — село в Русенській області Болгарії. Входить до складу общини Бяла.

## Населення
За даними перепису населення 2011 року у селі проживали 666 осіб.
Національний склад населення села:
| Національність   | Кількість осіб | Відсоток |
| ---------------- | -------------- | -------- |
| болгари          | 302            | 48,6%    |
| цигани           | 187            | 30,1%    |
| турки            | 126            | 20,3%    |
| Всього відповіли | 622            |          |

Розподіл населення за віком у 2011 році:
Динаміка населення: